# Phytoliriomyza perturbata
Phytoliriomyza perturbata är en tvåvingeart som beskrevs av Spencer 1973. Phytoliriomyza perturbata ingår i släktet Phytoliriomyza och familjen minerarflugor.
Artens utbredningsområde är Venezuela. Inga underarter finns listade i Catalogue of Life.